# فنداو
فُنْدَاو أو (نقحرة: فونداو) هي مدينة من مدن البرتغال. يبلغ عدد سكانها 29,213 نسمة وذلك حسب إحصائيات سنة 2011. تبلغ مساحتها 700.20 كم².

## أعلام
- سيليست رودريغوس
- أماليا رودريجيش

## وصلات خارجية
- الموقع الرسمي